# Приазовский государственный технический университет
Приазо́вский госуда́рственный техни́ческий университе́т (укр. Приазовський державний технічний університет) — высшее учебное заведение в IV уровня аккредитации. До начала полномасштабного российского вторжения в Украину ГВУЗ «ПГТУ» был одним из крупнейших высших учебных заведений Приазовья. В марте 2022 года в 5-ый корпус университета попали две сверхтяжелые вражеские авиабомбы. Затем были новые попадания, повреждения других корпусов, иногда полное разрушение. Приказом МОН Украины от 13.04.2022 № 334 университет перемещен в г. Днепр, где возобновил свою работу в помещениях Национального технического университета «Днепровская политехника».
Сегодня образовательный процесс в ГВУЗ «ПГТУ» происходит в дистанционном формате с использованием современных цифровых технологий. Университет расширяет круг отечественных и зарубежных партнеров, реализует программы международной академической мобильности соискателей образования.

## Структура университета
- Учебно-научный институт экономики и менеджмента
- Институт повышения квалификации
- Факультет транспортных технологий
- Факультет информационных технологий
- Механико-машиностроительный факультет
- Социально-гуманитарный факультет
- Факультет инженерной и языковой подготовки иностранных граждан

Также в состав университета входит три обособленных структурных подразделения: «Мариупольский профессиональный колледж», «Мариупольский машиностроительный колледж», «Мариупольский политехнический профессиональный колледж».

## Уровни подготовки
ГВУЗ «ПГТУ» осуществляет подготовку соискателей образования по 28 программам I (бакалаврского) уровня, 35 программам II (магистерского) уровня и 9 программам III (образовательно-научного) уровня.
Учебный процесс обеспечивают 176 преподавателей, в т.ч. 106 кандидатов наук, 28 докторов наук.

## История
Основан в ноябре 1930 года и носил название Вечерний металлургический институт в Мариуполе. В 1933 — Мариупольский металлургический институт.
В 1939 году в институте появилась дневная форма обучения, где готовили специалистов по таким специальностям, как «Сталелитейное, прокатное производство», «Металловедение», «Термическая обработка черных и цветных металлов».
В годы немецко-советской войны институт не работал, свою деятельность он возобновил в декабре 1943 года.
С 1948 по 1989 годы назывался Ждановский металлургический институт (ЖдМИ).
В 1990 году учебное заведение получило высший - IV уровень аккредитации (Решение Государственной аккредитационной комиссии Министерства образования Украины).
В 1993 году, в соответствии с постановлением Кабинета Министров Украины, на базе Мариупольского металлургического института был создан Приазовский государственный технический университет. 
В 2022 году, в результате российского вторжения в Украину, ГВУЗ «ПГТУ» временно перемещен в Днепр.
На сегодняшний день[когда?], университет полностью отреставрирован и работает в обычном режиме.

## Ректоры
- Черноусов, Костантин Васильевич (1930—1933)
- Красильников, Виктор Павлович (1931—1933)
- Алмашин, Дмитрий Евдокимович (1933—1935)
- Гиршович, Михаил Михайлович (1935—1938)
- Вдовенко, Иван Николаевич (1937—1938, 1943—1944)
- Озеров, Михаил Яковлевич (1939—1941)
- Смирнов, Тимофей Михайлович (1944—1951)
- Калошин, Николай Александрович (1951—1969)
- Капустин, Евгений Александрович (1969—1981)
- Жежеленко, Игорь Владимирович (1981—2003)
- Волошин, Вячеслав Степанович (2003—2022)
- Хаджинова Елена Викторовна (декабрь 2022 — т.ч.)

## Рейтинги
Согласно рейтинговой таблице «ТОП-200 Украина» - 2024 год ГВУЗ «ПГТУ» занял:
- 1 место среди 11 высших учебных заведений, перемещенных после 2022 года
- 4 место среди 31 учреждения высшего образования, перемещенных после 2014 года
- 7 место среди 20 высших учебных заведений Днепра и Днепропетровской области
- 77 место среди 235 высших учебных заведений Украины